# 若林直子
若林 直子（わかばやし なおこ）は、日本の防災専門家、工学者。

## 略歴
1988年、筑波大学芸術専門学群卒業後、大学院に進学。1990年に九州芸術工科大学大学院芸術工学研究科修士課程修了した後、2000年に東京大学大学院建築学専攻博士課程修了する。学位は博士（工学）。資格は専門社会調査士。この間、メーカーでパブリックトイレの設計等に従事した後、1992年に株式会社防災都市計画研究所に入社。後、97年には株式会社社会安全研究所の設立に伴い、同社に移籍する。その後、生活環境NPOあくとを設立し、理事となる他、2005年に株式会社 生活環境工房あくとを創立し、代表取締役に就任。地域防災力や被災生活問題を専門的に検討する一方、生活者が主体となって進める防災ネットワークづくりに従事する。千葉大学特任研究員、東京工業大学非常勤講師、早稲田大学客員研究員。

## 業績
- 若林直子、小島隆矢、平手小太郎著「住民の防災意識の構造に関する研究 : その2 : 居住環境評価を含む因果モデル(居住環境評価2)[4]
- 若林直子、陶真裕、添田昌志著「都市生活者が地域に感じる魅力の抽出と類型化」[5]

ほか多数。